# Place Noël-Veg
La place Noël-Veg est une voie située dans le 18e arrondissement de Paris, en France.

## Situation et accès
La place est située à l'intersection de la rue Leibniz, de la rue Vauvenargues et de la villa Vauvenargues.

## Origine du nom
La place rend hommage à Noël Veg (1926-2013), ancien président du COMEJD - AMEJD 18.

## Historique
Par délibération du 15 décembre 2016, la voie prend la dénomination de « Place Noël Veg ». La place est inaugurée le 17 novembre 2017.